# Musca nero
Musca nero är en tvåvingeart som först beskrevs av Anthony Curtiss 1938.  Musca nero ingår i släktet Musca, ordningen tvåvingar, klassen egentliga insekter, fylumet leddjur och riket djur. Inga underarter finns listade i Catalogue of Life.